# 1972년 동계 올림픽 이탈리아 선수단
1972년 동계 올림픽 이탈리아 선수단은 일본 삿포로에서 개최된 1972년 동계 올림픽에 참가한 올림픽 이탈리아 선수단이다.

## 메달 집계

### 종목별 메달 수
| 종목 | 1 | 2 | 3 | 합계 |

## 스피드 스케이팅
- 잔카를로 글로데르
- 브루노 토니올리